# Bertran de la Gran Selva
Bertran de la Gran Selva (Occitània, final del segle xi - Abadia de la Gran Selva, Bolhac, Tarn i Garona, 1149) fou un monjo benedictí, abat de l'abadia de la Gran Selva. És venerat com a beat per l'Església catòlica.

## Biografia
Fou abat de la Gran Selva (Bolhac, Tarn i Garona) cap al 1128, succeint Esteve al davant de l'abadia fundada per monjos de l'abadia de Cadonh en 1114 i que formava part de l'Orde de Cadonh, que volia reformar la vida monàstica benedictina. Bertran contribuí al desenvolupament temporal de l'abadia, que esdevingué una de les més poderoses de la regió en aconseguir molts llegats, la qual cosa va fer que, de retruc, tingués una gran influència espiritual i cultural. En 1144 aconseguí que l'abadia de Fontfreda es posés sota la jurisdicció de la Gran Selva, i en 1147 Bertran fundà l'abadia de Calers per a monges.
A la mort del fundador de l'orde, Gerard de Sales, els monestirs de l'orde s'anaren incorporant al més consolidat Orde del Cister, i Bertran, que havia pogut conèixer sant Bernat de Claravall, hi integrà l'abadia de la Gran Selva cap al 1045. Moría a l'abadia en 1149.
Per la seva vida virtuosa, fou tingut per sant i venerat a la seva mort a l'orde cistercenc, i inclòs al martirologi com a beat.